# Kirjákosz Karataidisz
Kirjákosz Karataidisz (görögül: Κυριάκος Καραταΐδης; Oinói, 1965. július 4. –) görög válogatott labdarúgó.

## Pályafutása

### Klubcsapatban
1982 és 1988 között a Kasztoriá csapatában játszott. 1988 és 2001 között az Olimbiakósz játékosa volt, melynek tagjaként bajnokságot, kupát és szuperkupát nyert. 

### A válogatottban
1990 és 1998 között 34 alkalommal szerepelt a görög válogatottban. Részt vett az 1994-es világbajnokságon.

## Sikerei, díjai
Olimbiakósz
- Görög bajnok (5): 1996–97, 1997–98, 1998–99, 1999–2000, 2000–01
- Görög kupagyőztes (3): 1989–90, 1991–92, 1998–99
- Görög szuperkupagyőztes (1): 1992

## Külső hivatkozások
- Kirjákosz Karataidisz adatlapja a National-Football-Teams.com oldalon (angolul)

- Kirjákosz Karataidisz (angol nyelven). FootballDatabase.eu
- Kirjákosz Karataidisz (angol nyelven). eu-football.info
- Kirjákosz Karataidisz (német nyelven). kicker.de
- Kirjákosz Karataidisz adatlapja a worldfootball.net oldalon (angolul)